# Новохудяково
Новохудяко́во — село в Беловском районе Кемеровской области. Входит в состав Пермяковского сельского поселения.

## География
Центральная часть населённого пункта расположена на высоте 222 метров над уровнем моря.

## Население
По данным Всероссийской переписи населения 2010 года, в селе Новохудяково проживает 147 человек (79 мужчин, 68 женщин).